# Kjell-Rune Milton
Kjell-Rune Milton (* 26. Mai 1948 in Umeå; † September 2023) war ein schwedischer Eishockeyspieler (Verteidiger).

## Karriere

### Als Spieler
Kjell-Rune Milton begann seine Karriere 1965 bei Tegs SK in der 2. Division. 1966 stieg er mit dem Team in die 1. Division, der damals höchsten schwedischen Spielklasse, auf. Nur ein Jahr später stieg Tegs jedoch wieder ab und der links schießende Verteidiger wechselte zu MoDo Hockey. Sowohl in den drei Jahren bei MoDo, als auch in den folgenden drei Saisons bei Västra Frölunda HC konnte er jedoch keinen Titel mit den jeweiligen Mannschaften erringen. Zur Spielzeit 1975/76 wechselte Milton, der für seinen harten und präzisen Schuss bekannt war, in die deutsche Bundesliga zu den Kölner Haien. Dort übernahm er in seiner ersten Saison auch kurzzeitig den Posten des Trainers, nachdem Ondrej Bendík entlassen worden war. Kurz vor Saisonende wurde er jedoch von Ulrich Rudel abgelöst. In seinem zweiten Jahr in Köln, dem erfolgreichsten seiner Laufbahn, wurde er mit dem KEC deutscher Meister, erzielte die drittmeisten Scorerpunkte aller Verteidiger und wurde ins All-Star-Team der Liga gewählt. Nach einem weiteren Jahr in Köln, wechselte Milton noch einmal in die 2. schwedische Liga zu Bäcken HC. 1980/81 ließ er seine Laufbahn in der norwegischen Elitserien bei SK Djerv ausklingen.
Im Laufe seiner Karriere spielte Milton 125 Mal für die schwedische Nationalmannschaft, darunter viele wichtige Turniere. So bestritt er unter anderem die Eishockey-Weltmeisterschaften 1969, 1970, 1971, 1974 und 1975. Zwar gewann er bei jeder Teilnahme mit den Tre Kronor eine Medaille, allerdings reichte es niemals zum Weltmeistertitel. 1969 und 1970 erhielt er Silber, 1971, 1974 und 1975 errang er mit dem Team Bronze.

### Als Trainer
Eigentlich begann Milton seine Trainerkarriere bereits in der Spielzeit 1975/76, als er bei den Kölner Haien kurzzeitig das Traineramt übernahm. Nach seiner aktiven Karriere war er unter anderem Techniktrainer beim HK Kings und Hauptverantwortlicher bei Lerums BK und Mölndal Hockey. Aktuell ist er Coach bei Göteborgs IK in der 2. Division.

### Erfolge und Auszeichnungen
- 1969 Silbermedaille bei der Weltmeisterschaft
- 1970 Silbermedaille bei der Weltmeisterschaft
- Deutscher Meister mit den Kölner Haien 1976/77
- Bundesliga All-Star-Team 1976/77
- All-Star-Team der norwegischen Liga 1980/81